# Så tag nu mina händer
Så tag nu mina händer ("So nimm denn meine Hände") är en psalm av Julia von Hausmann (1826–1902) från 1862 som översattes till svenska för Svensk söndagsskolsångbok 1908 och senare bearbetades av Johan Alfred Eklund 1917 för att 1937 tas med i 1937 års psalmbok. Ytterligare två översättningar finns, en av A. L-k, 1877, och en av Erik Nyström. 
Såväl den första svenska översättningen som Eklunds bearbetning är fria från upphovsskydd.
Melodin (C-dur, 4/4) är en tonsättning av Friedrich Silcher från 1842 som också används till psalmen Omkring ditt ord, o Jesus.

## Publicerad i
- Svensk söndagsskolsångbok 1908 som nr 173 under rubriken "Jesu efterföljelse" Finns på Wikisource.
- Svenska Missionsförbundets sångbok 1920 som nr 388 under rubriken "Bönesånger". Erik Nyström
- Nya psalmer 1921 som nr 593 under rubriken "Det Kristliga Troslivet: Troslivet hos den enskilda människan: Trons glädje och förtröstan".
- Svensk söndagsskolsångbok 1929 som nr 130 under rubriken "Jesu efterföljelse". Finns på Wikisource. Erik Nyström
- Frälsningsarméns sångbok 1929 som nr 589 under rubriken "Begynnelse och avslutningssånger".
- Musik till Frälsningsarméns sångbok 1930 som nr 589.
- Sionstoner 1935 som nr 634 under rubriken "Pilgrims- och hemlandssånger". A. L-k, 1877
- 1937 års psalmbok som nr 331 under rubriken "Trons glädje och förtröstan".
- Frälsningsarméns sångbok 1943 som nr 589 under rubriken "Begynnelse och slutsånger".
- Sions Sånger 1951 som nr 227 med titeln "Tag, Herre, mina händer".
- Psalmer för bruk vid krigsmakten 1961 som nr 331 verserna 1-3.
- Frälsningsarméns sångbok 1968 som nr 724 under rubriken "Begynnelse Och Avslutning".
- Sions Sånger  1981 som nr 162 med titeln "Tag, Herre, mina händer" under rubriken "Kristlig vandel".
- Den svenska psalmboken 1986 som nr 277 under rubriken "Efterföljd - helgelse".
- Svensk psalmbok för den evangelisk-lutherska kyrkan i Finland (1986) som nr 321 under rubriken "Bön och förbön"
- Lova Herren 1988 som nr 605 under rubriken "Guds barn i bön och efterföljelse". A. L-k, 1877
- Sångboken 1998 som nr 605.
- Sions Sånger (2008) som nr 197.